# Ferdinand Amadä von Harsch
Grof Ferdinand Amadä von Harsch, avstrijski general, vojni inženir in vojaški teoretik, * 1664, † 5. april 1722.

## Življenjepis
Sprva je služil v francoski vojski, nato pa je vstopil v avstrijski vojsko in se leta 1688 boril proti Turkom. Nato se je udeležil tudi španske nasledstvene vojne; za zasluge je bil povišan v Generalfeldwachtmeistra. Po letu 1713 je postal guverner Freiburga, kjer je pričel z zgradnjo trdnjave. Nato je bil poklican nazaj na dunaj, kjer ga je Karel VI. Habsburški imenoval za inšpektorja inženirstva. Na tem mestu se je posvetil gradnji in vzdrževanju fortifikacij, ki so bile potrebne za boj proti Turkom.  